# HMS Unicorn (1824)
El HMS Unicorn es una fragata de la clase Leda, aunque el diseño original había cambiado cuando se empezó a construir. Los cambios más importantes fueron la incorporación de la popa circular y el uso de un sistema de construcción con maderas de pequeño tamaño. Pertenece a la Flota Histórica Nacional Británica y ahora es un museo en Dundee, Escocia.

## Historia

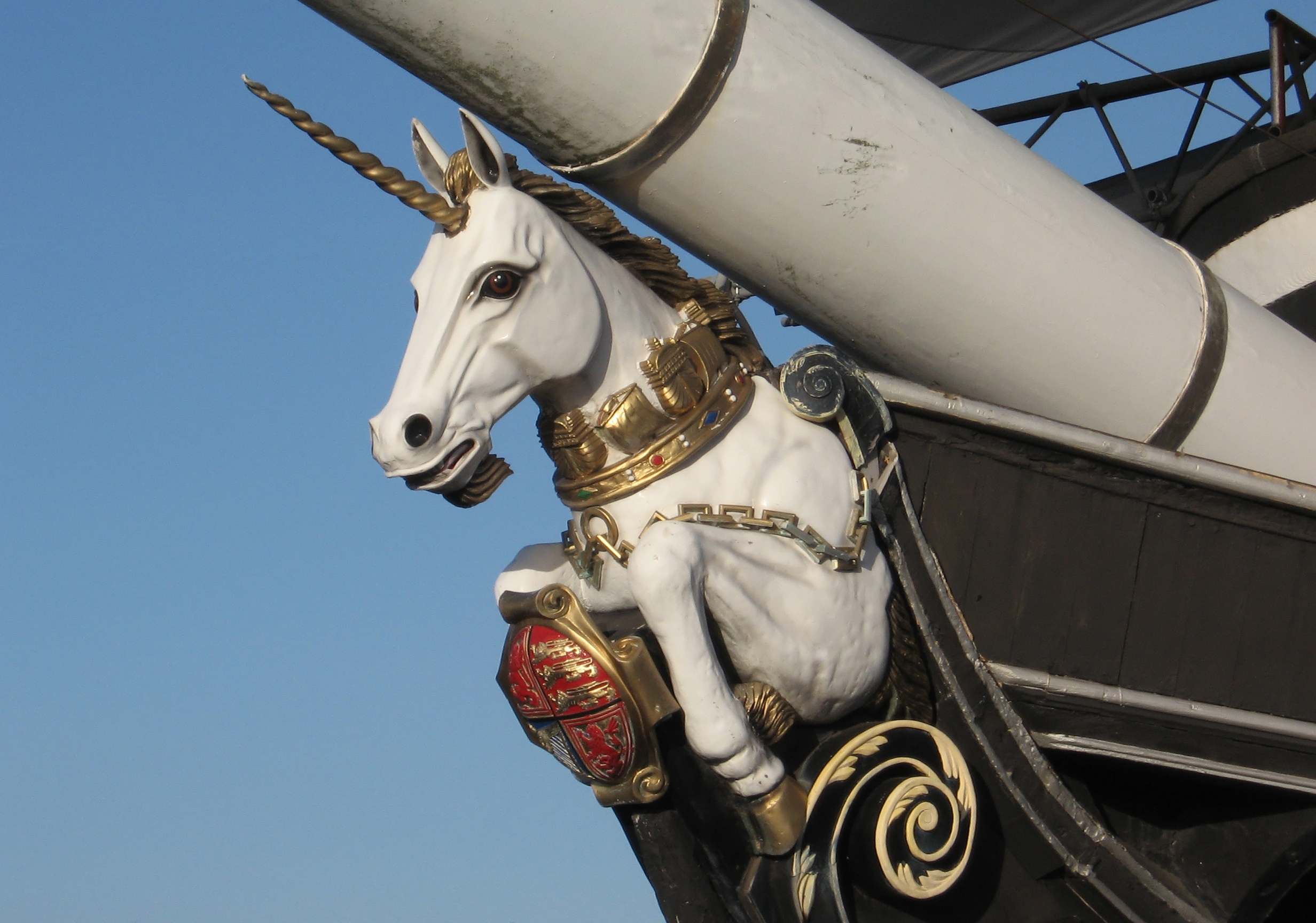
Detalle del mascarón debajo del bauprés.

El HMS Unicorn se construyó en tiempo de paz en los astilleros reales en Chatham en Kent y botada en 1824. Entre 1857 y 1862 fue usada por el Departamento de Guerra (MInisterio de Defensa) como polvorín flotante en Woolwich. Después de este periodo se decidió convertirlo en un buque escuela para la reserva de la Royal Navy en Dundee.
En 1939, cuando el nombre HMS Unicorn fue asignado a un nuevo portaaviones, pasó a llamarse HMS Unicorn II. En 1941 se le volvió a cambiar el nombre, esta vez a HMS Cressy, debido a los enormes problemas burocráticos y administrativos que ocasionaba el tener dos barcos con el mismo nombre.
En 1959, después de que el portaaviones fuera desguazado, volvió a recuperar su nombre original. Fue en 1961 cuando la fragata pasó por su momento más peligroso. Durante la construcción del nuevo puente sobre el río Tay se decidió desguazar el barco porque el muelle que ocupaba iba a ser rellenado. Gracias a un antiguo miembro de la tripulación, el capitán Anderson, el HMS Unicorn fue trasladado a otro muelle.
Inicialmente se pensó en restaurar el barco para dejarlo en la misma condición que su gemelo el HMS Trincomalee, incluyendo un bauprés completamente nuevo, pero se rechazó la idea cuando se descubrió que el barco era el único ejemplar de una fragata de madera de su tipo y se decidió conservarla como estaba.
El HMS Unicron nunca fue aparejado y solo navegó en su viaje de Chatham a Dundee, en el que fue remolcado. Se cree que el tejado que cubre la cubierta superior nunca ha sido cambiado.
La princesa Ana es embajadora de la Sociedad para la Preservación del Unicorn.